# Balos (danza)

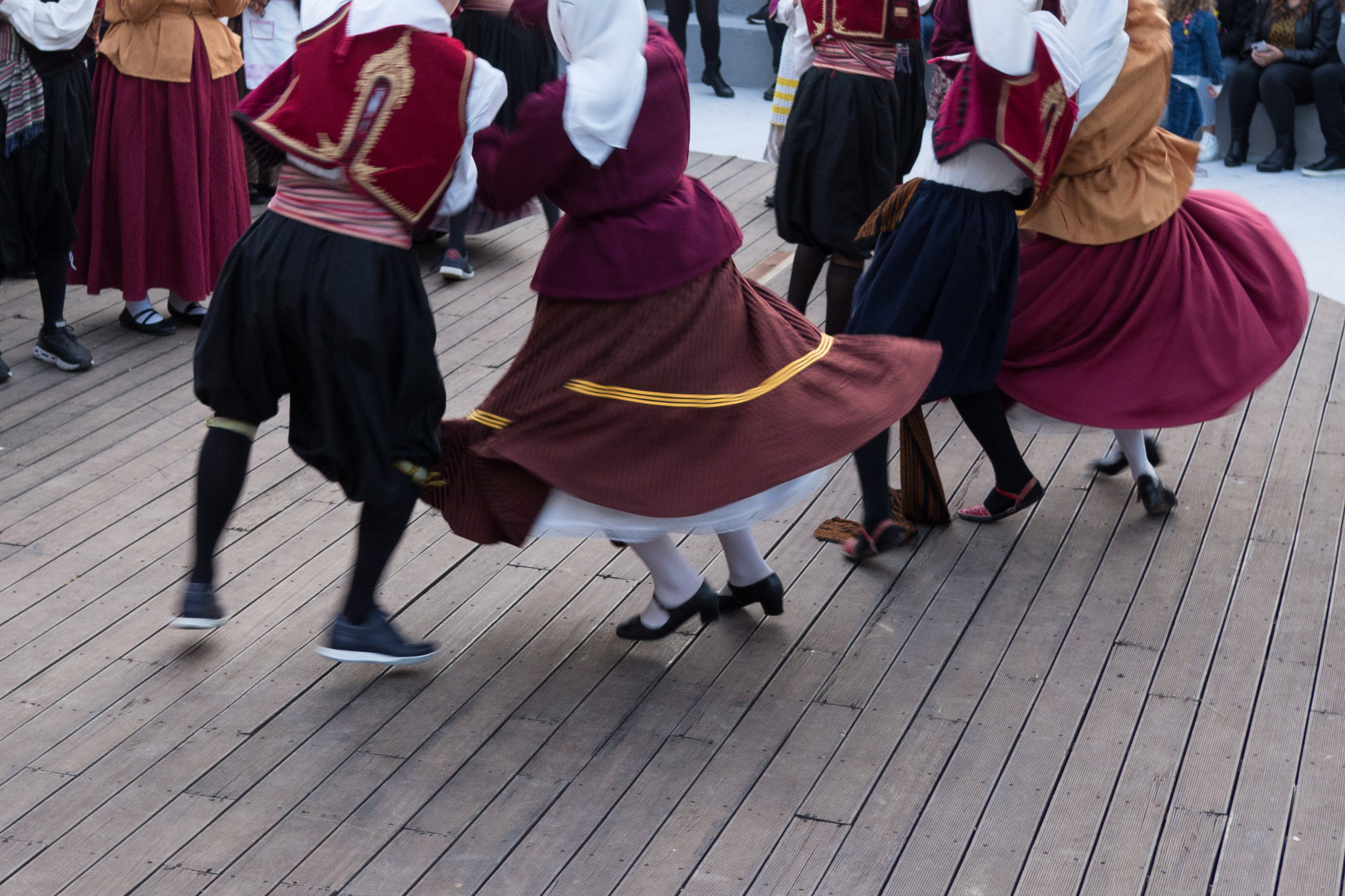
Balos en Driopida

El Balos o Ballos Termiotikos (en griego: Μπάλος Κύθνου ο Θερμιώτικος Μπάλος) es una danza folclórica que se encuentra en Citnos, Grecia. Lo bailan tanto hombres como mujeres. Se distingue porque se baila de forma diferente al resto de las islas griegas. Es conocido por las múltiples rotaciones de la pareja, los llamados "voltes" o "furles".

## Descripción
El balos forma parte de la tradición musical y de danza de Citnos. Se baila sobre todo en los festivales y eventos de los habitantes de la isla. En un festival clásico de la isla, sigue la danza del "sirto". Se trata de una danza emparejada e intensa que consta de tres partes. Los bailarines (hombres y mujeres) realizan giros continuos de espaldas en torno a su eje y simultáneamente con su pareja, cogidos de la mano. Se considera una danza exigente, cuya especificidad ha sido señalada por destacados musicólogos y coreógrafos griegos, entre ellos Dora Stratou y Domna Samiou.